# Megacraspedus
Megacraspedus is een geslacht van vlinders uit de familie van de Tastermotten (Gelechiidae). De wetenschappelijke naam van dit geslacht is voor het eerst voorgesteld door Philipp Christoph Zeller in een publicatie uit 1839.

## Soorten
- M. achroa (Lower, 1901)
- M. aenictodes Turner, 1919
- M. albovenata Junnilainen, 2010
- M. alfacarellus Wehrli, 1926
- M. aphileta Meyrick, 1904
- M. argonota (Lower, 1901)
- M. argyroneurellus Staudinger, 1871
- M. arnaldi (Turati & Krüger, 1936)
- M. astemphella Meyrick, 1904
- M. attritellus Staudinger, 1871
- M. balneariellus (Chretien, 1907)
- M. bilineatella Huemer & Karsholt, 1996
- M. binotella (Duponchel, 1843)
- M. binotellus (Fischer von Röslerstamm, 1843)
- M. calamogonus Meyrick, 1886
- M. centrosema Meyrick, 1904
- M. cerussatellus Rebel, 1930
- M. coniodes Meyrick, 1904
- M. consortiella Caradja, 1920
- M. cuencellus Caradja, 1920
- M. culminicola Le Cerf, 1932
- M. chalcoscia Meyrick, 1904
- M. dejectella (Staudinger, 1859)
- M. dolosellus (Zeller, 1839)
- M. eburnellus Huemer & Karsholt, 2001
- M. escalerellus A. Schmidt, 1941
- M. euxena Meyrick, 1904
- M. exilis Walsingham, 1909
- M. exoletellus Erschoff, 1874
- M. fallax (Mann, 1867)
- M. grossisquammellus Chretien, 1925
- M. hessleriellus Rössler, 1866
- M. homochroa Le Cerf, 1932
- M. hoplitis Meyrick, 1904
- M. imparellus (Fischer von Roslerstamm, 1843)
- M. incertellus Rebel, 1930
- M. inficeta Meyrick, 1904
- M. ischnota Meyrick, 1904
- M. isotis Meyrick, 1904
- M. kaszabianus Povolny, 1982
- M. lagopellus Herrich-Schäffer, 1860
- M. lanceolellus (Zeller, 1850)
- M. lativalvellus Amsel, 1954
- M. lenceolellus (Zeller, 1850)
- M. litovalvellus Junnilainen, 2010
- M. longipalpella Junnilainen, 2010
- M. majorella Caradja, 1920
- M. mareotidellus Turati, 1924
- M. marocanellus Lucas, 1932
- M. melitopis Meyrick, 1904
- M. monolorellus Rebel, 1905
- M. multispinella Junnilainen & Nuppoen, 2010
- M. niphodes (Lower, 1897)
- M. niphorrhoa (Meyrick, 1926)
- M. orenburgensis Junnilainen & Nuppoen, 2010
- M. oxyphanes Meyrick, 1904
- M. pentheres Walsingham, 1920
- M. peyerimhoffi Le Cerf, 1925
- M. pityritis Meyrick, 1904
- M. platyleuca Meyrick, 1904
- M. plutella (Chambers, 1874)
- M. popularis Meyrick, 1904
- M. pusillus Walsingham, 1903
- M. sagittifera (Lower, 1900)
- M. sclerotricha Meyrick, 1904
- M. sematacma Meyrick, 1921
- M. separatellus (Fischer von Roslerstamm, 1843)
- M. serica Meyrick, 1909
- M. squalida Meyrick, 1926
- M. stratimera (Lower, 1897)
- M. subdolellus Staudinger, 1859
- M. tristictus Walsingham, 1910
- M. tutti Walsingham, 1897
- M. violacellum (Chrétien, 1916)